# Horst Förster (Politiker)

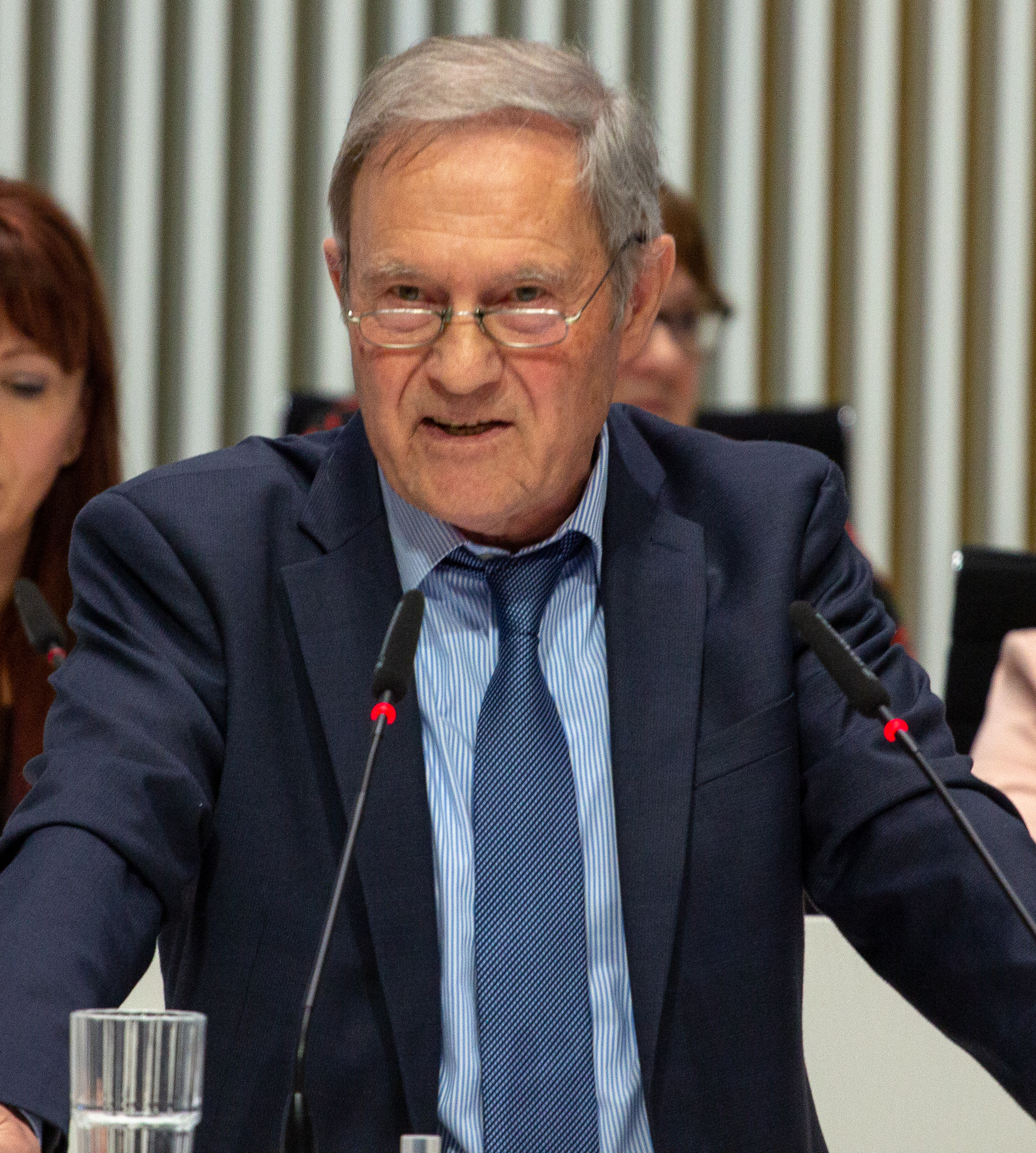
Horst Förster (2019)

Horst Förster (* 26. April 1942 in Düsseldorf) ist ein deutscher Jurist und Politiker (AfD). Seit dem 5. Dezember 2017 ist er Mitglied des Landtags Mecklenburg-Vorpommern.

## Leben und Wirken
Horst Förster studierte Rechtswissenschaften an der Universität zu Köln. Während des Studiums wurde er im Sommersemester 1962 Mitglied der Burschenschaft Wartburg Köln-Germania Leipzig, der heutigen Burschenschaft Wartburg Köln-Suevia Leipzig. Er war 1971 Gerichtsassessor am Landgericht Köln. 1972 wechselte er als Richter an das Landgericht Flensburg und wurde 1990 zum Vorsitzenden Richter am Landgericht Kiel ernannt. Im Februar 1991 wechselte er in den Justizdienst von Mecklenburg-Vorpommern und leitete zunächst das Kreisgericht Neubrandenburg, bevor er im März 1992 zum Direktor des Amtsgerichts Neubrandenburg ernannt wurde. Dieses Amt hatte er für mehr als 15 Jahre inne, bevor er im Jahr 2007 pensioniert wurde. Seitdem arbeitet er als Rechtsanwalt.
Bei der Bundestagswahl 2017 stand Horst Förster auf Listenplatz 8 der Landesliste Mecklenburg-Vorpommern der Alternative für Deutschland. Am 5. Dezember 2017 rückte er für Leif-Erik Holm in den Landtag von Mecklenburg-Vorpommern nach, der im Zuge seines Bundestagsmandats sein Landtagsmandat Ende November 2017 niedergelegt hatte. Förster ist asylpolitischer Sprecher der AfD-Fraktion im Landtag.
Am 26. Oktober 2021 eröffnete er als Alterspräsident die konstituierende Sitzung des 8. Landtages.